# Лев Диоген
Лев Диоген (греч. Λέων Διογένης; 1069—1087) — византийский государственный деятель и военачальник конца XI века.

## Биография
Лев был сыном византийского императора Романа IV Диогена и Евдокии Макремволитиссы. Родился он в 1069 году. Вскоре после рождения Лев был коронован в качестве соправителя отца.
Когда Романа IV свергли, Лев был ещё младенцем. Несмотря на звание соправителя, он был сослан в монастырь вместе с матерью. Здесь он оставался вплоть до вступления на престол Алексея I Комнина в 1081 году, который усыновил Льва и его брата Никифора.
По словам Анны Комниной, Лев был убеждённым сторонником Алексея, который поручал ему противостоять норманнским захватчикам, а также печенегам, которые вторглись в придунайские византийские области в 1087 году. Во время одного из сражений против печенегов Лев со своим отрядом увлёкся преследованием и подошёл к повозкам противника, где и был убит.